# Pałac w Bystrzycy Dolnej
Pałac w Bystrzycy Dolnej – zabytkowy pałac wybudowany w XVI w. w Bystrzycy Dolnej.

## Położenie
Pałac położony jest w Bystrzycy Dolnej – wsi w Polsce, w województwie dolnośląskim, w powiecie świdnickim, w gminie Świdnica.

## Historia
Rezydencja powstała najpewniej w XVI w. jako zamek wodny, rozebrany w 1830 r. Dzisiejszy neorenesansowy charakter pochodzi z l. 1886-70 i jest efektem rozbudowy leśniczówki. Założenie powstało na rzucie prostokąta, jest dwukondygnacjowe, kryte dachem mansardowym z lukarnami. Dobudowane skrzydło, gdzie mieści się rozległy taras pochodzi najpewniej z początku XX w. Pałac pełni funkcje budynku mieszkalnego. Obiekt jest częścią zespołu pałacowego, w skład którego wchodzą jeszcze: park ze stawem oraz około 200-letnimi dębami; do parku prowadzi wybudowana w 1870 roku monumentalna brama, z drugiej połowy XIX w.; cmentarz kościelny, na terenie parku; aleja, na cmentarzu kościelnym z pierwszej połowy XIX w.; aleja topolowa, przy drodze wzdłuż zabudowań folwarcznych, z pierwszej połowy XIX w.; aleja dębowa jednorzędowa, przy głównej drodze wiejskiej, z pocz. XIX w.